# Ден, Томас Иоганн фон
Томас Иоганн фон Ден (нем. Thomas Johann von Dehn; 1 августа 1754 — 10 февраля 1817) — чиновник Российской империи, бургомистр Ревеля с 1814 года и до конца жизни.
Сын Иоахима фон Дена, также занимавшего пост ревельского бургомистра (в 1783—1786 гг.).

## Биография
С 1783 года секретарь консисториального, сиротского и коммерческого суда, в 1784—1797 гг. секретарь высшего губернского суда. В 1797—1814 гг. трижды на протяжении ряда лет был членом городского собрания. 12 мая 1814 года избран бургомистром.
Был женат (с 1779 г.) на Хелене фон Фрезе (1759—1844), дочери ревельского синдика Адриана Генриха Фрезе. Четверо детей, из которых трое умерли в раннем детстве.
Состоял в масонской ложе «Изида».